# Utrecht Lunetten vasútállomás
Utrecht Lunetten vasútállomás vasútállomás Hollandiában, Utrecht városában.

## Vasútvonalak
Az állomást az alábbi vasútvonalak érintik:
- Utrecht–Boxtel-vasútvonal

## Kapcsolódó állomások
A vasútállomáshoz az alábbi állomások vannak a legközelebb:
- Utrecht Vaartsche Rijn railway station
- Houten vasútállomás